# Lignerolles, Indre
Lignerolles là một xã ở tỉnh Indre khu vực trung bộ Pháp. Xã này có diện tích 13 km², dân số thời điểm năm 1999 là 136 người. Khu vực này có độ cao trung bình 300 mét trên mực nước biển.
Ở đây có lâu đài Puybardeau (1830)